# Asociación de Mujeres Árabes
La Asociación de Mujeres Árabes de Palestina (جمعية النساء العربيات ) fue una de las principales organizaciones de mujeres durante el Mandato Británico. Fue fundada en Jerusalén el 26 de octubre de 1929 durante la celebración del Primer Congreso de Mujeres Árabes Palestinas. Sus objetivos eran mejorar la situación de las mujeres palestinas y apoyar la lucha nacionalista.

## Contexto
Durante la década de 1920 y 1930, las mujeres pertenecientes a las clases medias y altas urbanas, gracias a la educación y a su incorporación al mundo laboral, empezaron a participar en la vida política, económica y cultural palestina.
La difícil situación política en Palestina les afectaba directamente y decidieron organizarse por sí mismas. Fueron activas en la protesta contra el gobierno británico desde muy temprano. Debido a la crisis generada por el Mandato Británico y la creciente inmigración judía fomentada por este, las asociaciones de mujeres estuvieron muy vinculadas al activismo nacionalista.
Durante la década de los años 20, empezaron a constituirse asociaciones lideradas por la élite femenina urbana. Aunque, inicialmente, algunas de estas asociaciones se dedicaban principalmente a acciones sociales y caritativas, decidieron involucrarse en la cuestión nacional palestina y apoyar al movimiento político que reclamaba el fin del Mandato y el freno de la inmigración judía. Participaban en manifestaciones, realizaban peticiones al gobierno británico y llevaban a cabo campañas en otros países árabes en busca de apoyo. Muchas de las integrantes de estas asociaciones pertenecían a grandes familias implicadas en el movimiento nacionalista palestino, como los Husseini, los Khalidi y los Nashashibi, lo que simboliza el fuerte vínculo entre ambos colectivos.
En ocasiones, se resalta principalmente la acción caritativa de estas asociaciones. Sin embargo sus integrantes también participaban en la educación política, dando conferencias y discursos o escribiendo en periódicos sobre la situación política en Palestina y los asuntos de la mujer.

## Primer Congreso de Mujeres Árabes Palestinas

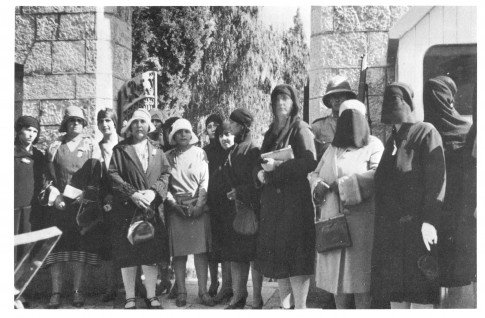
La delegación de mujeres pertenecientes al Congreso de Mujeres Árabes Palestinas que visitaron al Alto Comisario Británico, en octubre de 1929

A finales de octubre de 1929 las mujeres decidieron organizarse a raíz de los disturbios del Muro de las Lamentaciones. Estos disturbios estallaron en agosto de ese mismo año, por la disputa sobre la posesión de la pared oeste (considerado un lugar sagrado por los judíos) del complejo Haram al-Sharif, donde se encuentran la Cúpula de la Roca y la Mezquita de Al-Aqsa (dos de los lugares de culto más importantes para los musulmanes). En total murieron 133 judíos y 166 árabes. Fueron arrestadas unas 1300 personas, la mayor parte árabes, e incluso se pronunciaron sentencias de muerte.Este hecho tuvo una gran repercusión en la sociedad Palestina y la tensión aumentó, lo que produjo un recrudecimiento de la situación política. Ante esta escalada de la violencia, las mujeres decidieron actuar, y un grupo se reunió en el Congreso de Mujeres Árabes Palestinas, que tuvo lugar en la casa de Tarab Abd al-Hadi. Asistieron unas 200 representantes, musulmanas y cristianas, de diferentes ciudades. La reunión está considerada como la primera vez en que las mujeres participaban públicamente en el ámbito político.
Durante el Congreso, se adoptaron las siguientes resoluciones: conseguir la anulación de la Declaración Balfour, comprometerse con el establecimiento de un gobierno nacional y fomentar el desarrollo de la industria y la economía nacional. Se formó una delegación con mujeres cristianas y musulmanas (entre las que se encontraban Tarab Abd al-Hadi y la cristiana Matiel Mogannam, importantes representantes de este movimiento) para visitar al Alto Comisario Británico, John Chancellor, y exponerle estas resoluciones. Le presentaron una serie de peticiones que debía mostrar al gobierno de Londres en las que protestaban contra la declaración de Balfour, la inmigración sionista, la aplicación de la Ordenanza de Castigo Colectivo y el maltrato a los prisioneros políticos árabes. Un detalle de este episodio es que asistieron a la reunión sin el velo. Tras el encuentro, pasaron por los diferentes consulados extranjeros para presentar copias de las peticiones realizadas.

## La Asociación de Mujeres Árabes

### Inicios

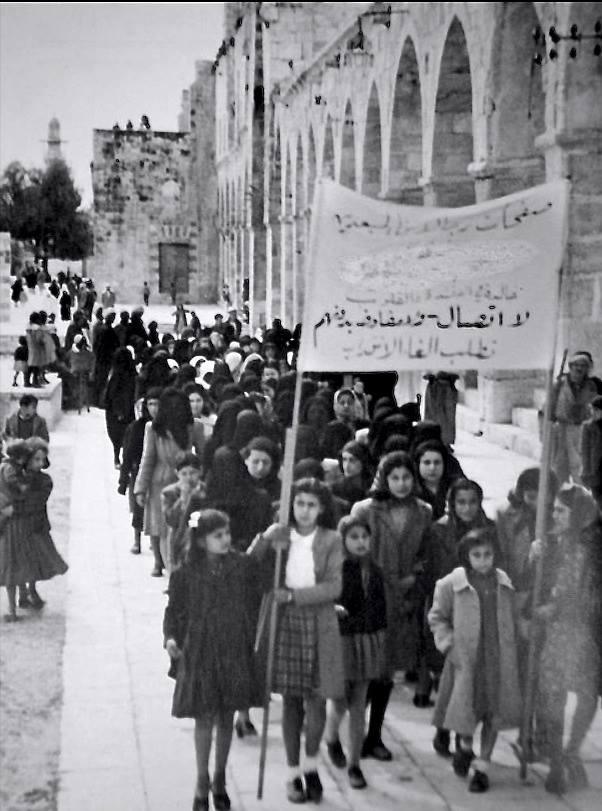
Protesta de mujeres palestinas contra el Mandato Británico. Jerusalén 1930

En el Congreso de Mujeres Árabes Palestinas, se decidió la formación de un Comité Ejecutivo, formado por catorce mujeres, esposas o familiares de los líderes nacionalistas árabes. Su función era organizar el movimiento de mujeres en Palestina durante el Mandato Británico. Entre sus miembros se encontraban Matiel Mogannam, Khadija Husseini, Melia Sakakini o Tarab Abd al-Hadi. A partir de este Comité, se creó en Jerusalén la Asociación de Mujeres Árabes, la asociación de mujeres más importante de esta época en Palestina. Aunque parece que existían diferentes maneras se referirse a ella, este nombre era el más común. Además de apoyar la lucha nacionalista y aplicar las resoluciones tomadas en el Congreso, su objetivo era mejorar la situación de las mujeres árabes en Palestina. Sus integrantes participaban en las manifestaciones contra el gobierno británico y ofrecían su apoyo a los familiares de los presos políticos, especialmente tras la revuelta de 1936, en la que estalló la tensión que se había ido acrecentando en los años anteriores, materializándose en una enorme huelga por parte de los árabes y en episodios de violencia entre comunidades. Se formaron varias secciones de la Asociación en diferentes ciudades, como Haifa, Ramala, Nablus, Gaza, Acre o Jaffa.
En los primeros años, la principal estrategia que seguían estas mujeres era el uso de la palabra escrita. Enviaban telegramas solicitando apoyo desde el extranjero, especialmente a otras organizaciones de mujeres del oriente árabe. También redactaban informes sobre los problemas más urgentes del país, como los impuestos, las dificultades del campesinado, la discriminación a los árabes en el funcionariado y la educación o la difícil situación de los prisioneros políticos.

### Intensificación de la actividad
A partir de la década de 1930, aumentó la tensión política en Palestina y la sociedad se radicalizó. Las mujeres apoyaban las acciones de los hombres y las protestas se volvieron más intensas. La actividad militante de la Asociación se acrecentó, pues iba evolucionando con los acontecimientos políticos hacia tácticas más combativas. Las mujeres colaboraban en el boicot a los bienes no nacionales y también recaudaban dinero para comprar armas, mediante la venta de sus joyas o incluso donando de sus propios fondos privados.
Las integrantes de la Asociación tenían contacto con otras árabes activistas, como la egipcia Huda Sha’arawi, y con organizaciones de mujeres, principalmente de Siria, Líbano e Irak. En 1938 se celebró una conferencia en El Cairo dirigida por Huda Sha’arawi: la Conferencia de Mujeres Orientales para Defender Palestina. A ella asistieron mujeres procedentes de Irak, Irán, Siria, Líbano, Palestina y Egipto. En la conferencia se trataron temas relacionados con la situación política de Palestina. Acordaron la creación de Comités de Señoras para la Defensa de Palestina en los diferentes países, coordinados por el comité egipcio, para garantizar la aplicación de las resoluciones tomadas, entre las que se encontraban la abolición del mandato, la anulación de la Declaración Balfour,  el freno de la inmigración judía y la prohibición de venta de tierras a los judíos (resoluciones similares a las tomadas por el Congreso de Mujeres Palestinas en 1929).
Tras esta conferencia, la Asociación se dividió en dos grupos, debido principalmente a motivos políticos y cuestiones de acción. Después de la revuelta árabe de 1936, la crisis política se había intensificado, y las asociaciones de mujeres tuvieron que replantearse su actividad. Una sección consideraba que la actividad política sería temporal, mientras que otra la estaba convencida de la necesidad de continuar con un activismo firme, por lo que la Asociación se escindió. Una mantuvo el mismo nombre y se centró principalmente en la acción social. La otra, que recibió el nombre de Unión de Mujeres Árabes, pasó a ser la “organización más política y feminista”. Aun así, la cooperación entre ambas se mantuvo.